# Germonville

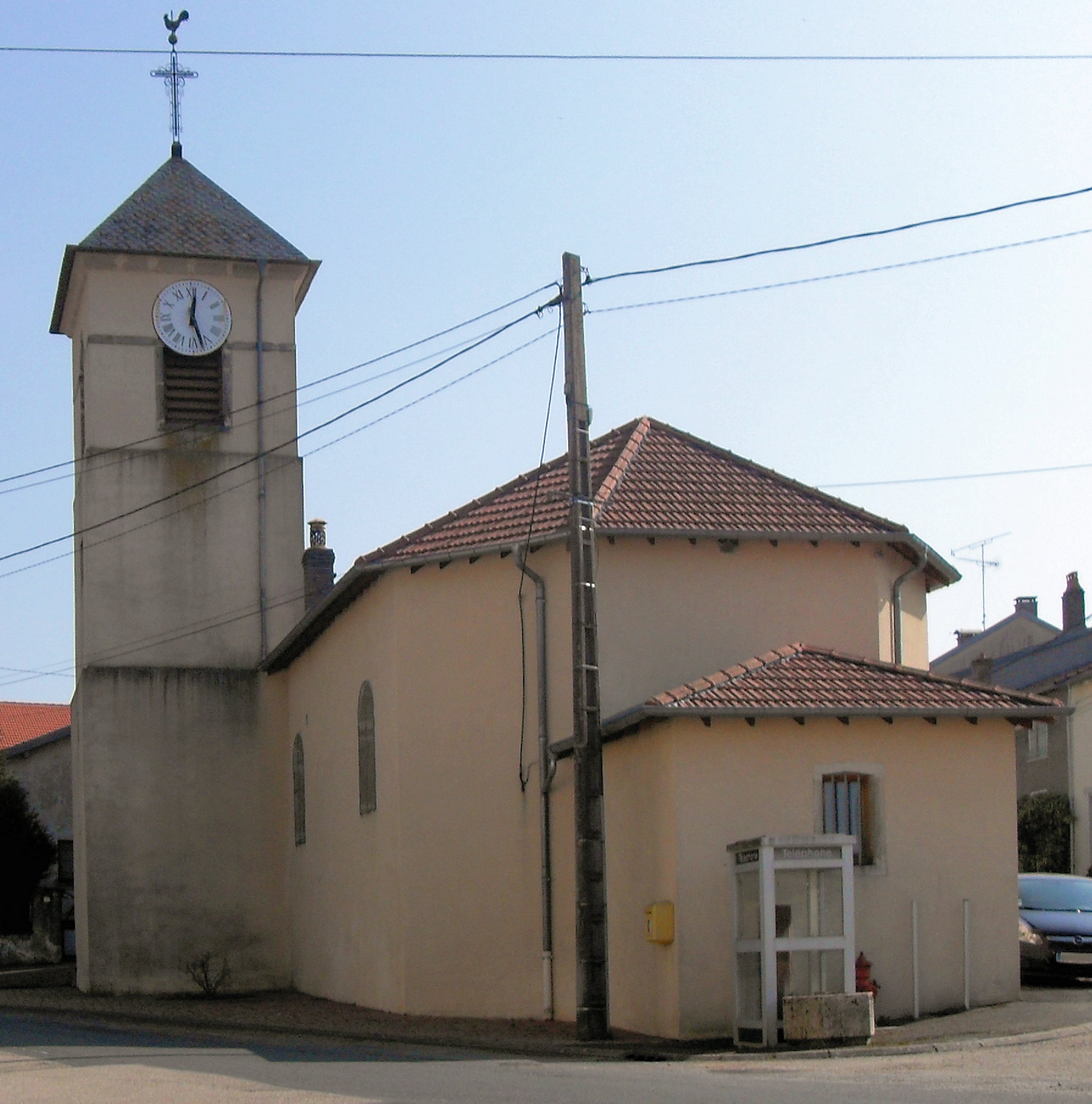
Kościół Ofiarowania Najświętszej Maryi Panny (2015)

Germonville – miejscowość i gmina we Francji, w regionie Grand Est, w departamencie Meurthe i Mozela.
Według danych na rok 1990 gminę zamieszkiwało 68 osób, a gęstość zaludnienia wynosiła 13 osób/km² (wśród 2335 gmin Lotaryngii Germonville plasuje się na 977. miejscu pod względem liczby ludności, natomiast pod względem powierzchni na miejscu 989.).

## Populacja

Populacja Germonville w latach 1962–2008